# دهستان جرقویه سفلی
دهستان جرقویه سفلی، یکی از دهستان‌های بخش مرکزی شهرستان جرقویه در استان اصفهان ایران است.

## جمعیت
براساس سرشماری عمومی نفوس و مسکن در سال ۱۳۹۵، جمعیت دهستان جرقویه سفلی برابر با ۵۹۳ نفر بوده‌است.